# (9768) Stephenmaran
(9768) Stephenmaran est un astéroïde de la ceinture principale.

## Description
(9768) Stephenmaran est un astéroïde de la ceinture principale. Il fut découvert le 5 avril 1992 à l'Observatoire Palomar par Carolyn S. Shoemaker et Eugene M. Shoemaker. Il présente une orbite caractérisée par un demi-grand axe de 2,43 UA, une excentricité de 0,21 et une inclinaison de 24,2° par rapport à l'écliptique.

## Compléments